# Agustín Navarro
Agustín Emiliano Navarro Báez (Montevideo, 26 aprile 1997) è un calciatore uruguaiano, attaccante del Colón.

## Caratteristiche tecniche
È un centravanti.

## Carriera

### Club
Cresciuto nel settore giovanile del Danubio, ha esordito il 9 luglio 2017 in occasione del match di campionato pareggiato 0-0 contro la Juventud.